# Лисянський історичний музей
Лисянський районний історичний державний музей — історико-краєзнавчий музей в смт Лисянка, Черкаської області (Україна). Заснований у 1967 році  як музейна кімната. З 1968 року існує як районний краєзнавчий (згодом історичний) музей. Статус державного отримав  у 1993 році ( в деяких джерелах зазначено 1992 рік).

## Історія
Від початку утворення музей знаходився у  будівлі районної бібліотеки.  Власне приміщення під музей надано у 1-й половині 1970-х років. У кінці 60-х років  у експонатах музею рахувалися  портрети Героїв Корсунь - Шевченківської битви та чотири вітрини із зубами викопних мамонтів та акули, знаряддя праці кам'яного віку, монети, паперові гроші різних часів.
У 70-80-х роках ХХ ст. була ініційована  рада зі створення музею, куди увійшли М. Бушин (як голова ради), історики - С. Сазанівський, О. Миколенко.  Вони разом  із  А. Цокало, М. Лубко, В. Макушенко, Л. Гаврилюк, Н. Годованою зібрали перші музейні експонати, проводили перші музейні екскурсії та зробили значний вклад у розвиток краєзнавства на Лисянщині.
У першій половині 1990-х років відбулася реконструкція та переосмислення експозиції  музею , якою керував В. Щербатюк.
З 1993 року районна газета "Лисянщина" ( у 2000 році  переіменована у "Понад Тікичем")  починає випускати рубрику "Державний музей інформує", де історичний музей регулярно освітлює краєзнавчі дослідження.
З 1995 року директором музею працює В. Діженко.
З 1996 року музей починає випускати власну друковану продукцію: збірки віршів поетів Лисянщини, путівники, брошури, книги з історії Лисянки і Лисянського району.
Експозиція музею складається із п'яти залів: 
1 зал  - "Археологія, праісторія, трипільська культура, княжа доба і козаччина". 
2 зал - "Події періоду 18 ст. - 1930 рр."
3 зал - "Друга світова війна на території Лисянщини". Стенди залу мають підвідділи: "Святкування Дня Перемоги, зустрічі жителів Лисянського району з ветеранами Великої Вітчизняної війни", "Розвиток різних галузей господарства у 1940-1970-х рр.", "Участь лисянців у радянсько-американському протистоянні на Кубі на поч. 1960 рр., воєнних діях на території Афганістану", "Лисянський район і процеси демократичного перетворення у 1980-1990-х рр.", "Життя та діяльність видатних людей Лисянщини".
4 зал -  "Етнографія"
5 зал теж складається із кількох відділів: "Т. Шевченко у Лисянці", "нумізматика", "Колекції".
Окремо виділяється виставковий зал у якому представлені  вироби та картини місцевих майстрів, матеріали з різних періодів історії Лисянського краю.
Експозиція музею має  унікальні матеріали присвячені  Визвольній війні під проводом Богдана Хмельницького, гайдамацького руху, національно-визвольної боротьби 1917 -1921 рр., колективізації, голодомору 1932-33 рр., окупації та визволення Лисянського району під час Другої світової війни.
До рідкісних експонатів Лисянського історичного музею належать артефакти різних археологічних періодів, знайдених на території району, рештки кісток давніх тварин, речі давньоруського часу, деталі козацької зброї та козацького побуту, колекції грошових знаків, мінералів, фотокопій документів, картин та світлин з історії України та Лисянщини. 
У фондах музею зберігається копія листа Пантелеймона Куліша до  Д. Каменського від 16 липня 1860 р., де він ділиться спогадами про своє перебування у Лисянці.